# Biserica reformată din Ercea

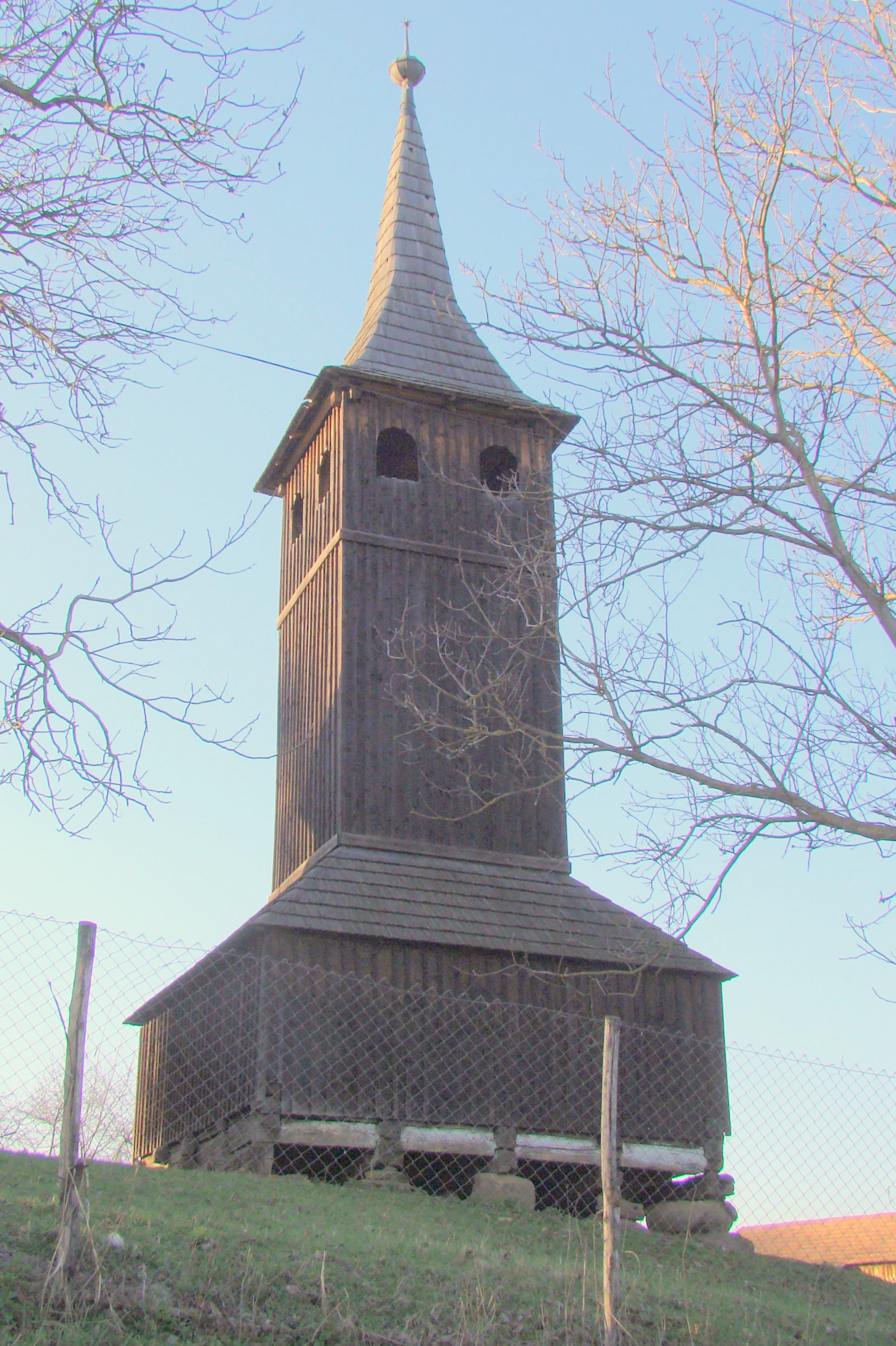
Clopotnița de lemn a bisericii reformate din Ercea

Biserica reformată din Ercea este un ansamblu de monumente istorice aflat pe teritoriul satului Ercea, comuna Băla.

Ansamblul este format din două monumente:
- Biserica reformată (cod LMI MS-II-m-A-15665.01)
- Turn-clopotniță din lemn (cod LMI MS-II-m-A-15665.02)

## Localitatea
Ercea (în maghiară Nagyercse) este un sat în comuna Băla din județul Mureș, Transilvania, România. Prima atestare documentară este din anul 1397.

## Biserica
Biserica medievală a satului a fost construită la mijlocul secolului al XV-lea. La sfârșitul anilor 1700, biserica a fost reconstruită, s-a refăcut acoperișul și s-a ridicat un portic pe latura sudică. Ultima renovare a avut loc în 1924. La est de biserică se află o clopotniță de lemn construită în secolul al XVIII-lea.
Nava are un tavan vopsit, datat din 1772. În interior se mai remarcă piesele de mobilier sculptat, de factură barocă, realizate de Balogh Mihály.

## Imagini din exterior

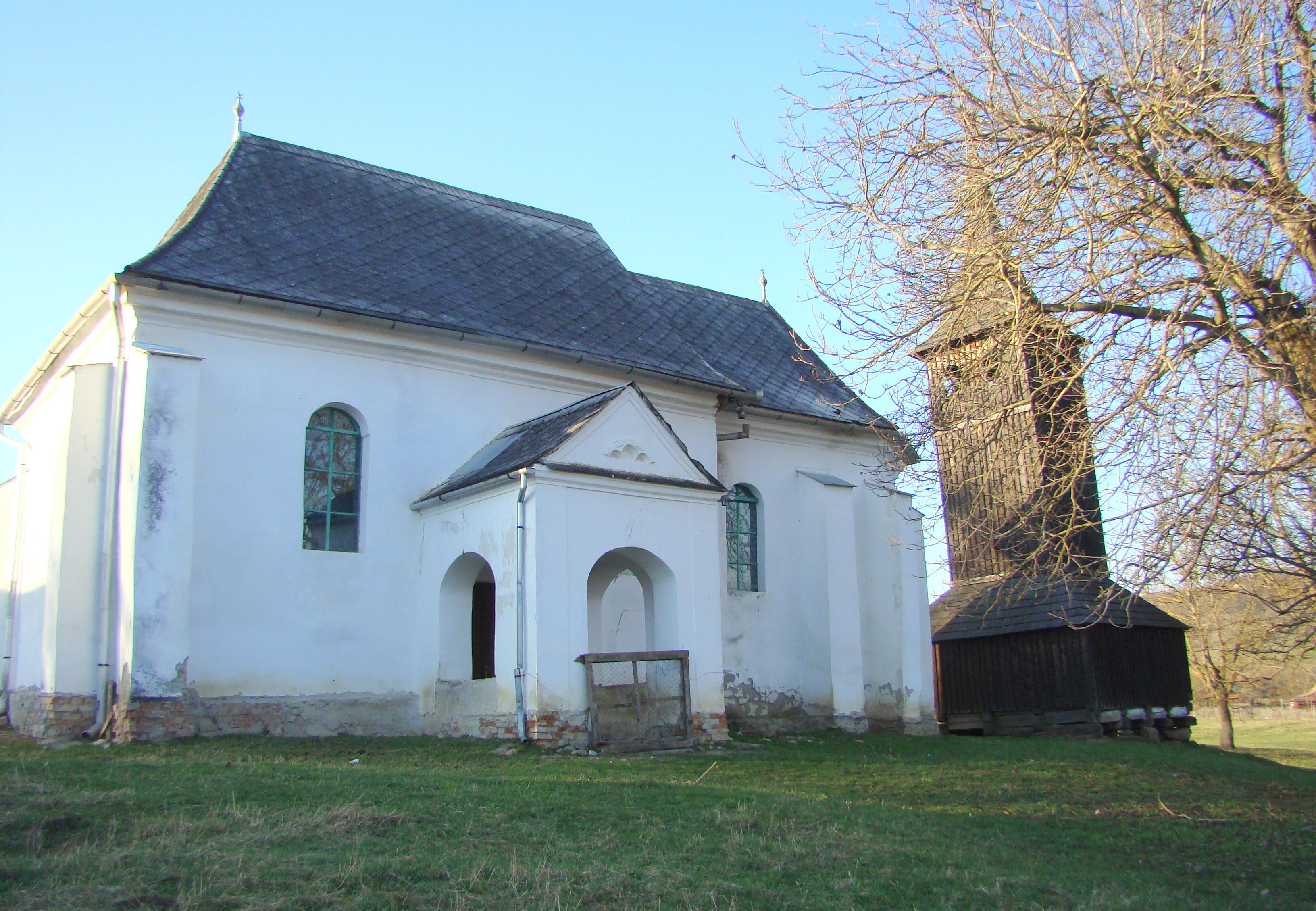
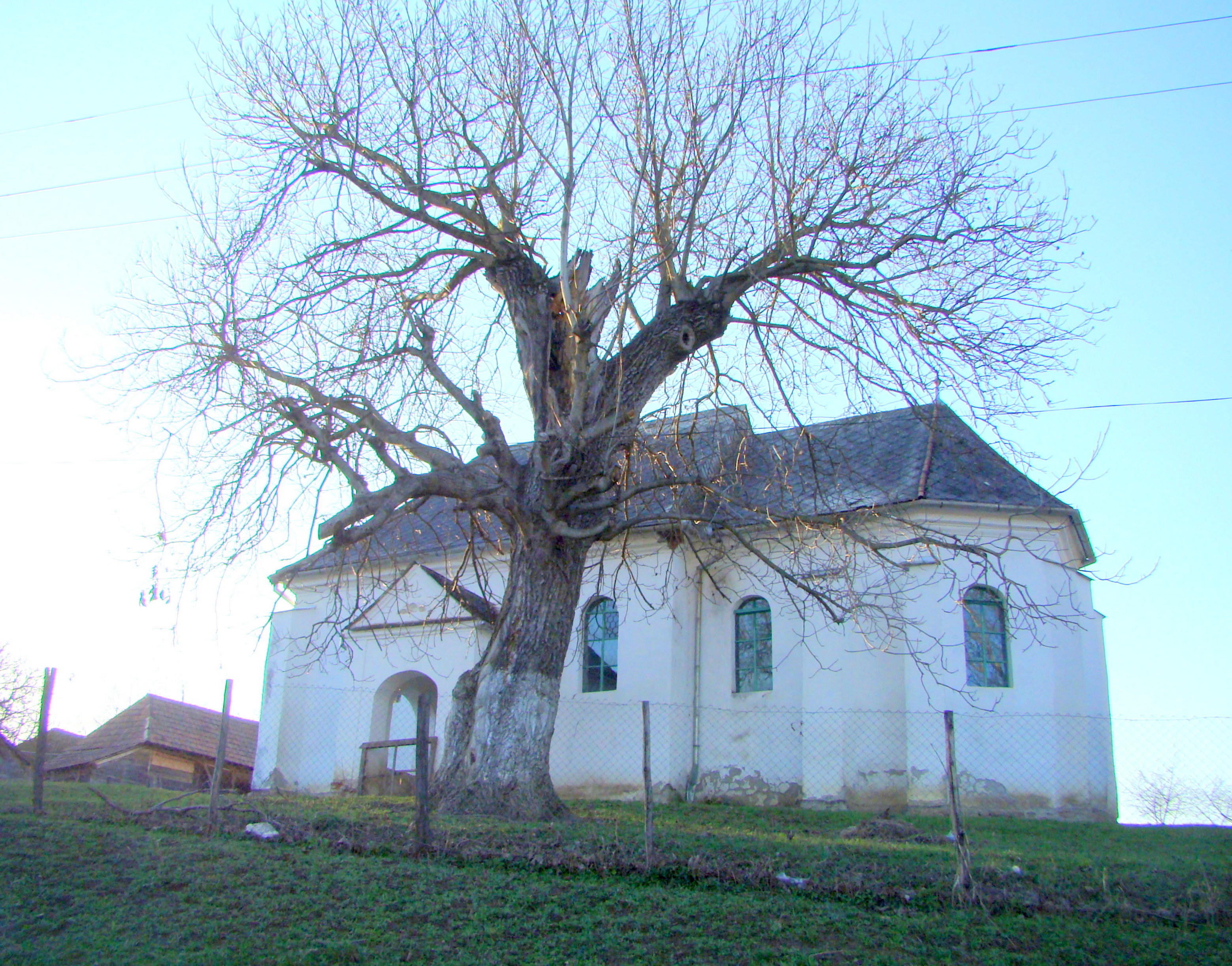
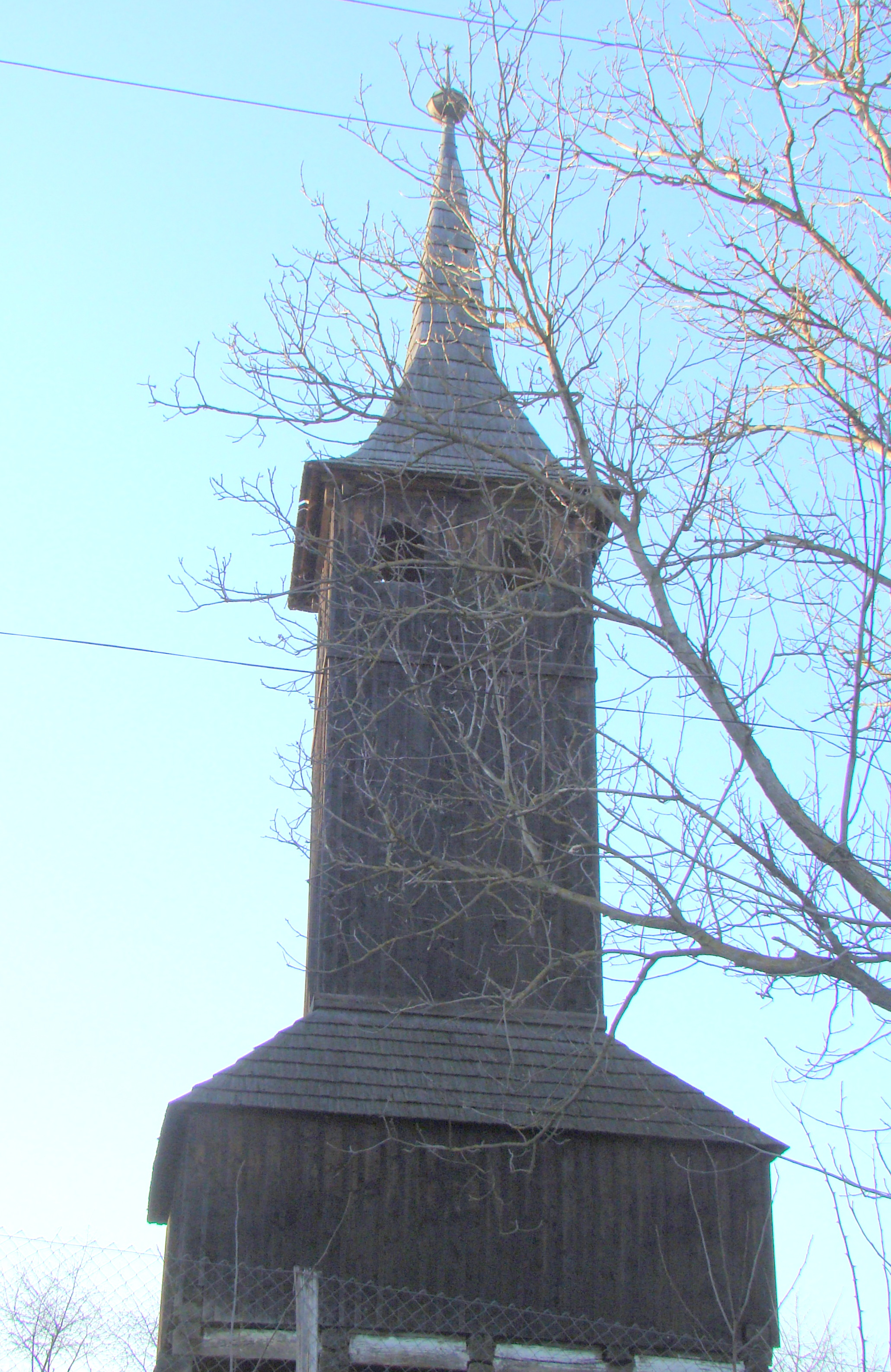
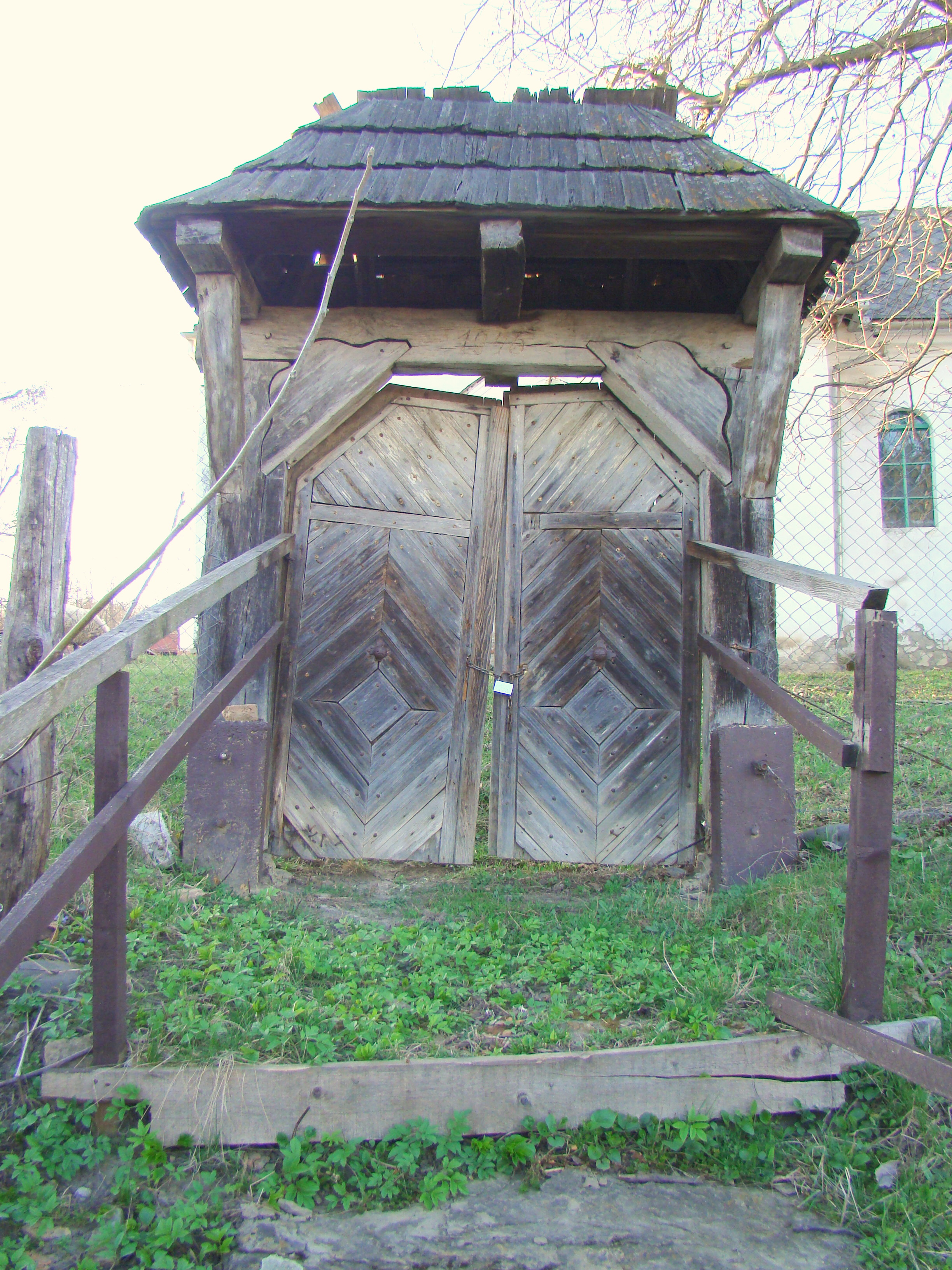
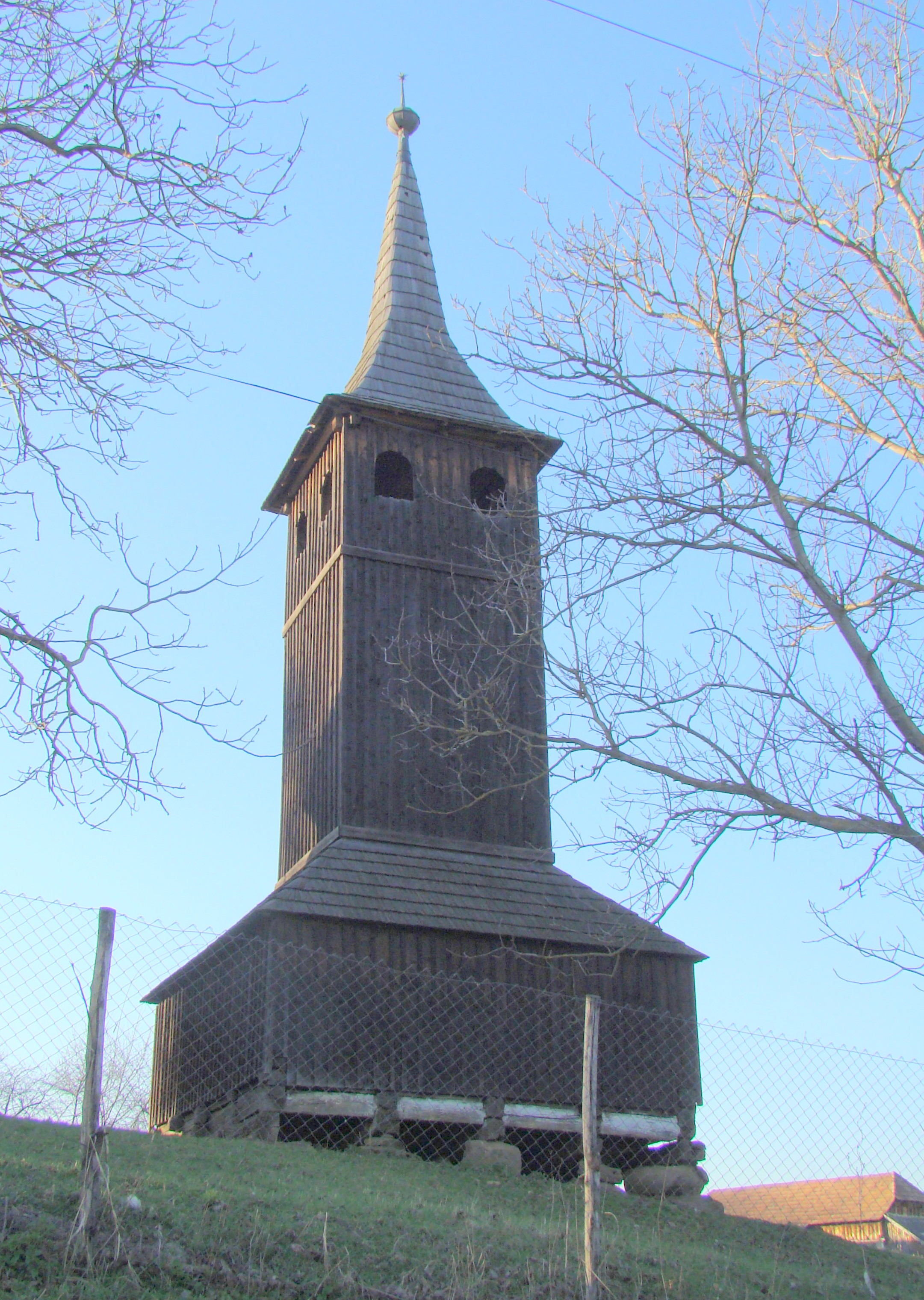
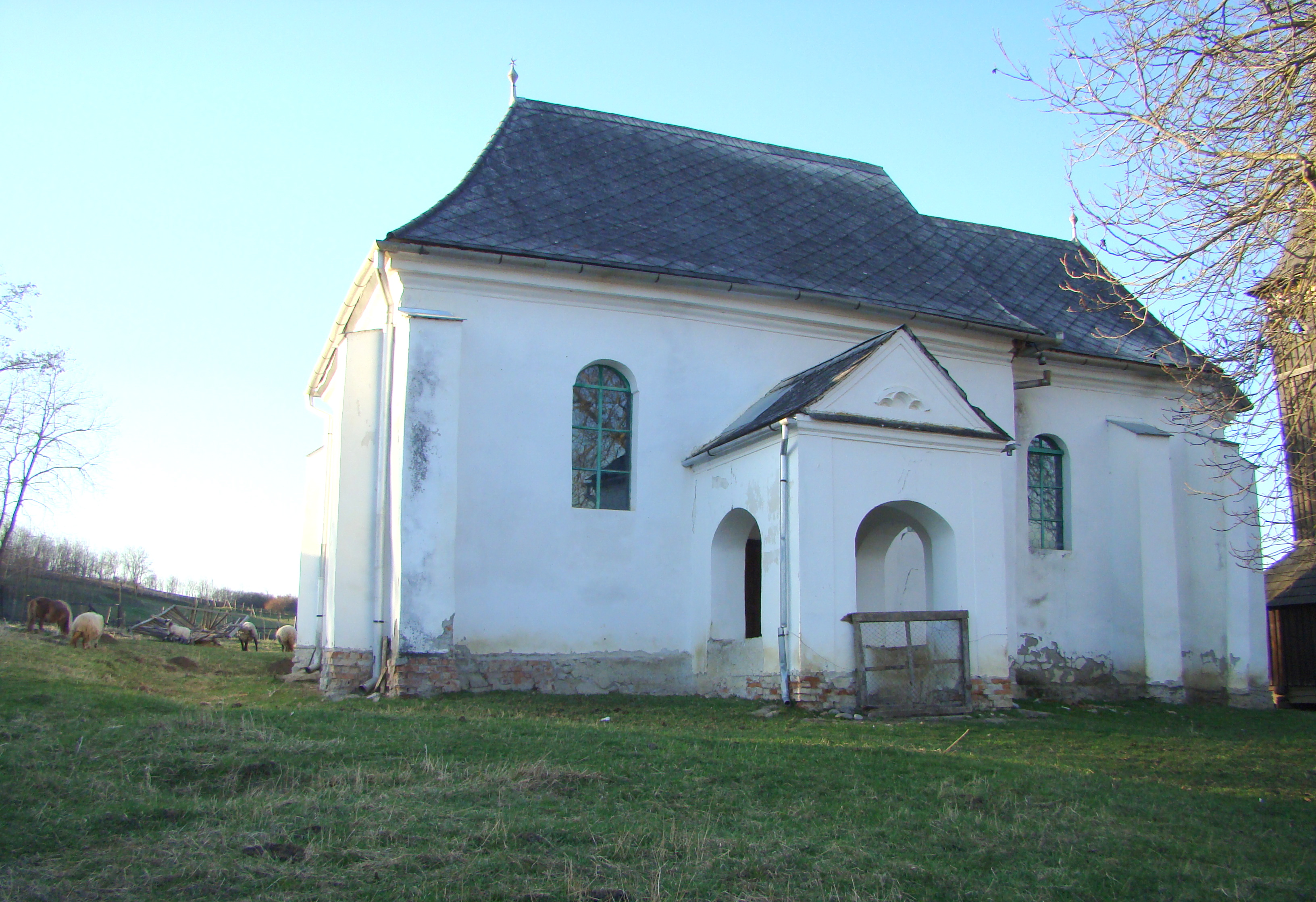

## Vezi și
- Ercea, Mureș